# Portrait of Jenny
Portrait of Jenny ist ein Jazzalbum von Dizzy Gillespie. Die in Rudy Van Gelders Studio in Englewood Cliffs entstandenen Aufnahmen erschienen 1970 auf Perception Records. Im Februar 2023 wurde es auf BBE Music als Teil der Perception/Today Records-Serie neu herausgegeben.

## Hintergrund
Portrait of Jenny ist das zweite von zwei Alben von Dizzy Gillespie, die 1970 auf Perception Records veröffentlicht wurden, nach The Real Thing Anfang des Jahres. Portrait of Jenny enthält vier Kompositionen, die sämtlich von Gillespie geschrieben und mit seinem Cousin Boo Frazier arrangiert und produziert wurden. Die mitwirkenden Musiker waren Mike Longo (Piano) und die Gonzalez-Brüder, Andy Gonzalez und Jerry Gonzalez, am Bass bzw. an den Congas, sowie der kubanische Congaspieler Carlos „Patato“ Valdés.

## Titelliste
- Dizzy Gillespie: Portrait of Jenny (Perception Records PLP 13)[1]

1. Olinga 7:39
2. Diddy Wa Diddy (Mozambique) 8:02
3. Me 'n Them 12:15
4. Timet 4:03

Die Kompositionen stammen von Dizzy Gillespie.

## Rezeption
Nach Ansicht von Dean Van Nguyen (Daily Bandcamp) würden die verlängerten Laufzeiten Gillespie ein ungehindertes Spiel über afro-kubanische Rhythmen ermöglichen. Nicht zuletzt ist die LP die Heimat von „Olinga“, einer der am meisten unterschätzten Nummern des Meisters. Die Noir-Klavierakkorde wandern häufig aus dem Hintergrund in den Vordergrund der Mischung, wobei Gillespies düsteres Trompetenspiel ausreiche, „um eine Stadt in die Dämmerung zu tauchen, egal was die Uhr anzeigt“.
Ron Wynn verlieh dem Album in Allmusic drei Sterne und schrieb, Portrait of Jenny sei diese wenig bekannte Platte mit einer wunderschön gespielten Combo-Session aus den 1970er-Jahren.